# Thủy điện Hòa Thuận
Thủy điện Hòa Thuận là thủy điện xây dựng trên sông Bằng tại vùng đất bản Na Sai thị trấn Hòa Thuận huyện Quảng Hòa tỉnh Cao Bằng, Việt Nam .
Thủy điện Hòa Thuận có công suất lắp máy 17,4 MW với 2 tổ máy, khởi công tháng 9/2009, hoàn thành tháng 12/2018.

## Tác động môi trường dân sinh
Dự án thủy điện Hòa Thuận trên sông Bằng tại 2 huyện Quảng Uyên và Phục Hòa, được cấp phép từ năm 2009. Tuy nhiên do quản lý và năng lực nhà thầu mà việc triển khai chậm trễ và có nhiều vi phạm .